# Bud Powell
Bud Earl Powell (27. september 1924 – 31. juli 1966) var en amerikansk jazzpianist og komponist.
Han var en af jazzens fineste og mest indflydelsesrige pianister. Under og efter 2. verdenskrig tilhørte han musikkredsen omkring Charlie Parker og Thelonious Monk, og han kan siges at have oversat Parkers energi og melodiske teknik til klaveret.
Bud Powell var skizofren og i perioder meget psykisk ustabil og inaktiv, og det musikalske niveau varierede, især de sidste år. I 1959 flyttede han til Paris og indledte sin europæiske karriere på klubber og ved koncerter. Han døde straks efter sin tilbagevenden til New York.